# 키퍼 운트 비퍼

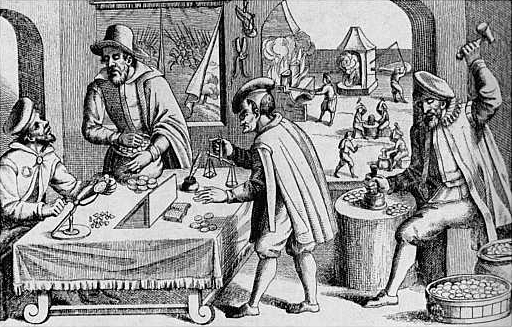
키퍼 운트 비퍼라는 말은 멀쩡한 동전을 알아보기 위해 저울에 재보고 흔들어본다는 뜻에서 왔다.

키퍼 운트 비퍼(Kipper und Wipper, 독일어: Kipper- und Wipperzeit 키퍼- 운트 비페르차이트)는 30년 전쟁 초기에 발생한 금융 위기를 말한다. 이 위기는 1621년부터 시작되었는데, 신성 로마 제국 내의 도시국가들이 효율적인 세금 체계가 없어서 30년 전쟁 기간 수익을 극대화하기 위해 화폐가치 절하를 한 것을 의미한다. 이러한 악화를 계속해서 조폐하자 사실상 철더미에 가까워질 정도로 값어치가 없어진 주화를 아이들이 길거리에서 가지고 놀 정도였으며, 레프 톨스토이의 단편 바보 이반의 기반이 되는 상황이었다고도 한다.
"키퍼 운트 비퍼"라는 단어는 아직 가치절하를 하지 않은 동전을 저울(Kipperzeit)에 재 확인한 후 이들을 전부 회수(Wipperzeit)해다가 녹이고 나서 납, 구리, 주석과 같은 더 싼 기본 원소를 넣어다가 녹여서 재발행하는 행위에서 유래했다.

## 가치 변화
아래 표는 신성로마제국의 정식 은화인 라이히스탈러와 그보다 악화인 크로이처(Kreuzer) 사이의 통용 환율이다.
| 년도        | 라이히스탈러-크로이처 환율 |
| ----------- | -------------------------- |
| 1566년      | 068                        |
| 1590년      | 070                        |
| 1600년      | 072                        |
| 1610년      | 084                        |
| 1616/17년   | 090                        |
| 1619년 말   | 0124                       |
| 1620년 말   | 0140                       |
| 1621년 말   | <390                       |
| 1622/23년   | >600 일부 지역은 >1000     |
| 1623년 이후 | 090                        |

## 참고 문헌
- Kindleberger, Charles P. (1978), 《Manias, Panics and Crashes. A History of Financial Crises》, New York, ISBN 0-465-04380-1
- Dool, Donald H. (December 2001), “Coppers hail from kipper und wipper period”, 《World Coin News》: 34–38